# Alf-Inge Håland
Alf-Inge Rasdal Håland (Stavanger, 23 de novembro de 1972) é um ex-futebolista norueguês que atuava como volante ou lateral-direito. 
Seu filho, Erling, atua como centroavante e atualmente defende o Manchester City.

## Carreira

### Início
Håland começou a carreira no modesto Bryne, time da Segunda Divisão Norueguesa, em 1990.

### Nottingham Forest e Leeds United
Foi jogar no futebol inglês em 1993, contratado pelo tradicional Nottingham Forest. Após quatro temporadas e 93 partidas pelos vermelhos, em 1997 foi contratado pelo ascendente Leeds United. Acabaria ficando famoso pela rixa que iniciou com o volante Roy Keane, astro do Manchester United, ainda naquele ano. No jogo entre as duas equipes, o irlandês deu um carrinho em Håland, mas acabou levando a pior, machucando os ligamentos do joelho. Alfie ironizou-o, criticando-o por sua jogada e declarando que este estava se aproveitando da lesão para escapar de punições. Keane teria de ficar de fora pelo resto da temporada e seu time perdeu o título para o Arsenal.

### Manchester City
Em 2000, Håland transferiu-se para o Manchester City, rival do time de Keane. Com ambos sendo os capitães de seus respectivos clubes, costumavam trocar insultos e pontapés nos dérbis. No ano seguinte, Keane resolveu ter a sua vingança: ao final de mais um clássico, no que ficaria como uma das faltas mais desleais já feitas na Inglaterra, acertou em cheio seu pé no joelho do norueguês, que caiu de mau jeito — a queda, ironicamente, foi o que rompeu seus ligamentos.
Keane recebeu uma suspensão de cinco partidas e multa de 150 000 libras, mas não se arrependeu, afirmando em sua autobiografia que para ele "é olho por olho" e que o nórdico "teve o que merecia". A vingança do irlandês terminaria completa: Håland teve de encerrar a carreira, o City terminou rebaixado e o United, campeão.

### Retorno aos gramados
Aos 36 anos, Håland surpreendeu ao anunciar que estava voltando a jogar profissionalmente. Ele resolveu "voltar às origens" e defendeu o Bryne (clube onde iniciou a carreira) durante três temporadas. No total, atuou em dez partidas e marcou três gols.
Em agosto de 2011, deixou novamente os Jærens superlag e assinou contrato com o Rosseland, equipe que disputava, na época, a Terceira Divisão nacional. Encerrou definitivamente a carreira de jogador no ano seguinte, aos 40 anos.

## Seleção Nacional
Um dos seis jogadores a ser convocado pela Seleção Norueguesa sem jamais ter disputado a primeira divisão local, Håland foi chamado para a Copa do Mundo de 1994, a única de sua carreira — não foi lembrado para disputar a Copa do Mundo de 1998 e a Eurocopa de 2000. Pela Seleção, foram 34 jogos disputados.